# George Stephănescu
George Stephănescu, né le 13 décembre 1843 à Bucarest et mort dans la même ville le 25 avril 1925, est un compositeur roumain et l'une des figures principales pour la création d'un opéra national en Roumanie. 
En 1877, George Stephănescu fut nommé directeur du Théâtre national de Bucarest. Professeur de chant et de musique à l'université nationale de musique de Bucarest, il élargit le répertoire musical roumain dans le domaine de l'opéra.
Il a fondé la Compagnie d'opéra roumain (Compania Opera Română). Cette compagnie lança en mai 1885, un répertoire d'opéra principalement en italien et en français d'une grande popularité, et des vaudevilles, relevant de l'opéra comique.  
Il mit en musique des livrets d'auteurs roumains célèbres tels que Vasile Alecsandri, Mihai Eminescu, Alexandru Vlahuță, ainsi que des auteurs français tels que Victor Hugo et Alfred de Musset.

## Œuvres
- 1869 : Symphonie en La majeur
- 1880 : Peste Dunăre «De l'autre côté du Danube» (opéra)
- 1880 : Sânziana și Pepelea (opéra)
- 1882 : National Overture
- 1885 : Scaiul bărbaților «Le halo des hommes» (opéra)
- 1900 : Cometa (opéra)
- 1902 : Petra (opéra)